# 三森久実
三森 久実（三森 久實、みつもり ひさみ、1957年（昭和32年）11月18日 - 2015年（平成27年）7月27日）は、日本の実業家。大戸屋ホールディングスの創始者で、同社の代表取締役社長や会長などを務めた。兄は東京慈恵会医科大学特任教授の三森教雄。

## 来歴
山梨県山梨市出身。生家は観光ブドウ園で、15歳の時に東京・池袋で「大戸屋食堂」を経営していた叔父・栄一の養子に入った。幼少期から野球を続けており、強豪校の帝京高等学校へ進んで甲子園を目指したが、卒業時にプロ球団からの指名を得られなかった。このため、野球をやめて大学へは進学せずに就職する道を選んだ。叔父の人脈により帝国ホテルで働くことが決まっていたものの、その前段階として新宿の洋食屋でコックの見習いとなり、1976年に株式会社フローラフーズへ入社。しかしそれから半年ほどで叔父が体調を崩して大戸屋へ呼び戻され、休職という形で職場を離れた。
1979年、叔父の死去に伴って事業を承継する。この時点で「1、2階の計48坪で1日の来店客は1000人以上。月商3000万円、経常利益1000万円」を出していた。1983年に株式会社大戸屋を設立し、同社の代表取締役社長に就任。高田馬場と吉祥寺にチェーン店を展開し、事業を拡大させた。また、大皿料理の居酒屋やハンバーガーチェーンのフランチャイズ店にも手を広げたが、これらは失敗に終わった。
1992年秋、吉祥寺店で火事が起こり、店舗が全焼する被害が出る。だが、これまでとは異なるスタイルを模索していたこともあり、これを機に女性客が多い吉祥寺の立地へ目をつけ、リニューアルを図った。この「若い女性も気軽に入れる定食屋」のモデルは的中し、吉祥寺店は女性客が7～8割を占めるまでに変化を遂げた。こうした成功体験が、その後の事業展開へと繋がった。
2001年8月、日本証券業協会に株式を店頭登録。2002年6月、三菱UFJ信託銀行常務取締役を務めていた河合直忠を大戸屋に招き、取締役会長に据える。2003年3月、外部法人によるフランチャイズ1号店を出店。2005年1月にタイ・バンコクへ海外1号店を出したのを皮切りに、台湾、インドネシア・ジャカルタ、香港、アメリカ・ニューヨークなど続々と海外への進出を進める。2011年7月、大戸屋を持株会社体制へ移行し、商号を大戸屋ホールディングスに変更。新しく設立された大戸屋の社長に窪田健一を就けた。翌2012年4月1日に大戸屋ホールディングスの社長も窪田へ譲り、自身は代表取締役会長となった。
息子の三森智仁は中央大学法学部卒業後に三菱UFJ信託銀行で2年働いていたが、2013年にこれを大戸屋へ呼び、2015年6月には常務取締役海外事業本部長とした。
2015年7月27日、肺がんにより死去。57歳没。

## 年譜
- 1976年（昭和51年）
  - 5月：フローラフーズ入社。
- 1979年（昭和54年）
  - 4月：大戸屋食堂を承継。
- 1983年（昭和58年）
  - 5月：株式会社大戸屋設立。同社の代表取締役社長。
- 2011年（平成23年）
  - 7月：持株会社体制への移行に伴い、従来の大戸屋の商号を大戸屋ホールディングスに変更。
- 2012年（平成24年）
  - 4月：大戸屋ホールディングス代表取締役会長。

## テレビ出演
- 日経スペシャル カンブリア宮殿 定食一筋50年の人気チェーン！ 「うまい」に挑み続ける独自戦略（2013年9月26日、テレビ東京）[12]